# Макиналли, Алан
Алан Брюс Макина́лли (англ. Alan Bruce McInally; род. 10 февраля 1963, Эр, Шотландия) — шотландский футболист, нападающий. Известен по выступлениям за «Селтик», «Баварию», «Астон Виллу» и сборную Шотландии. Участник чемпионата мира 1990 года.

## Клубная карьера
Макиналли начал свою профессиональную карьеру в клубе «Эр Юнайтед». В сезоне 1980/81 он дебютировал за команду в шотландской Премьер-лиге. Благодаря своему росту он часто продавливал оборону соперника и много голов забивал со второго этажа. В сезоне 1983/84 Алан забил 15 голов в 35 матчах. Благодаря бомбардирским успехам, летом того же года Макиналли перешёл в «Селтик».
В новой команде Алан был джокером. Он нечасто выходил на поле в основе, но часто забивал важные голы. В 1985 году он стал обладателем Кубка Шотландии, но в финальном поединке участия не принял. В 1986 году Макиналли помог «кельтам» выиграть чемпионат. А в следующем сезоне забил в 38 матчах 15 голов. По окончании сезона он наряду со своими партнёрами по нападению Мо Джонстоном и Брайаном Макклером покинул клуб.
В 1987 году Макиналли перешёл в английскую «Астон Виллу». В первом сезоне он помог «вилланам» выйти в Премьер-лигу, а затем, забив в 33 матчах 14 голов, спас её от вылета. Его результативную игру оценили скауты мюнхенской «Баварии» и Алан перешёл в немецкую команду за 1,2 млн. фунтов. Первый сезон в Бундеслиге прошёл удачно Макиналли он выиграл первенство и помог клубу дойти до полуфинала Кубка чемпионов. В ответном поединке против итальянского «Милана» Алан забил гол. В следующем сезоне руководство Баварии решило продать футболиста. Был вариант с «Челси», но Алан решил бороться за место в составе мюнхенского клуба, тем более, что он исправно забивал в Кубке чемпионов. В 1992 году Макиналли получил травму колена и выпал из игры надолго. Руководство «Баварии» не стало разрывать контракт с ним позволив ему долечиться.
В 1993 году Алан вернулся на родину, где сезон провёл выступая за «Килмарнок». За новую команду он сыграл всего 8 матчей. Из-за травмы Макиналли вынужден был завершить карьеру по окончании сезона в возрасте 31 года.

## Международная карьера
В феврале 1989 года в отборочном матче Чемпионата мира 1990 против сборной Кипра Макиналли дебютировал за сборную Шотландии. В мае того же года в поединке против сборной Чили он забил свой первый гол за национальную команду. В 1990 году Алан был включен в заявку сборной на участие в Чемпионате мира в Италии. На турнире он сыграл в матче против сборной Коста-Рики.

## Достижения
Командные
«Селтик»
- Чемпионат Шотландии по футболу — 1986
- Обладатель Кубка Шотландии — 1985

«Бавария»
- Чемпионат Германии по футболу — 1986